# Feria del Sol

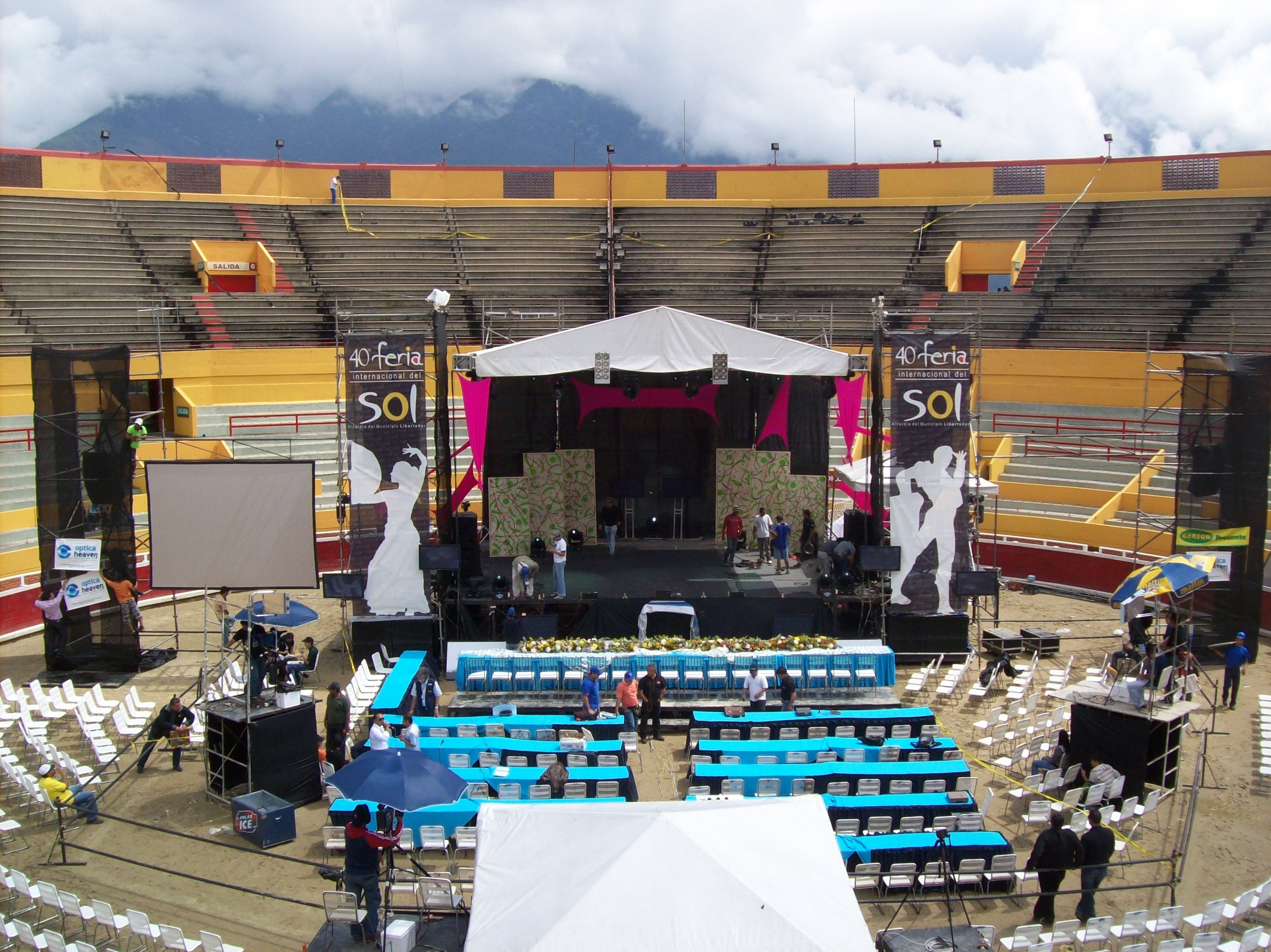
A méridai Circo Monumental, a Napkirálynő választás központja

A Feria del Sol (azaz A Nap vására, más néven Carnaval Taurino de America - Amerikai bikaviadal karnevál) egy nemzetközi kulturális fesztivál a venezuelai Mérida városában. Minden év februárjában tartják. A fesztivál során bikaviadalt, kulturális kiállításokat, koncerteket, parádékat, sporteseményeket és a Napkirálynő-választást is rendeznek.

## Története

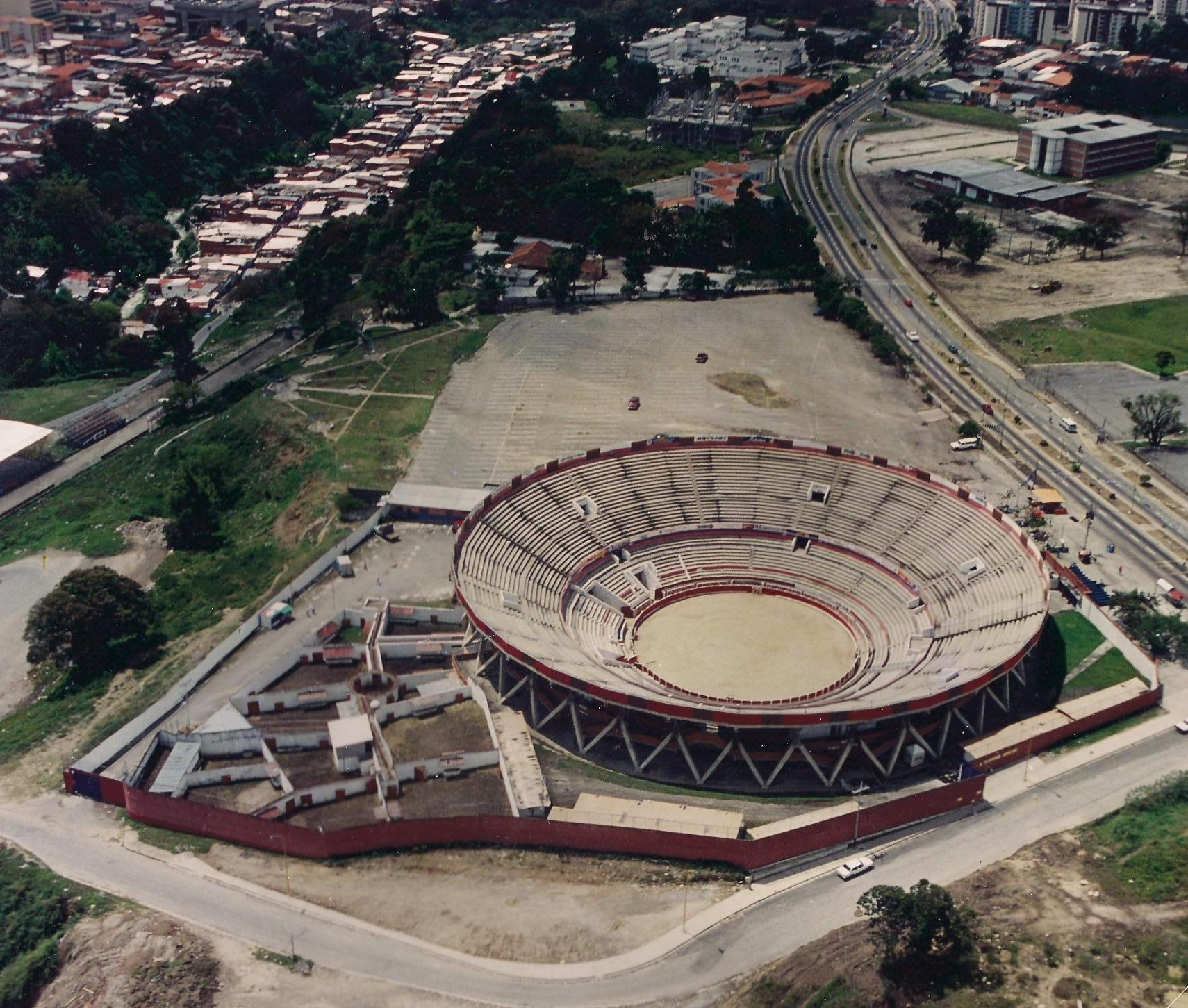
A Panorámai Plaza de Toros Román Eduardo Sandia, Mérida

Mérida városában, a Lovag városában, ahol nem tartottak vásárokat olyan városokban, mint San Cristóbal, Barquisimeto, Maracaibo, Táriba. Ezért amatőrök egy csoportja úgy gondolta, hogy építenek egy arénát, így a város felkerült az ország legfontosabb vásárhelyszínei közé. Kezdetben decemberben rendezték meg, 9-én és 10-én. 1968-ban a várást nem rendezték meg, csak a bikaviadalt, azt április 13-án.

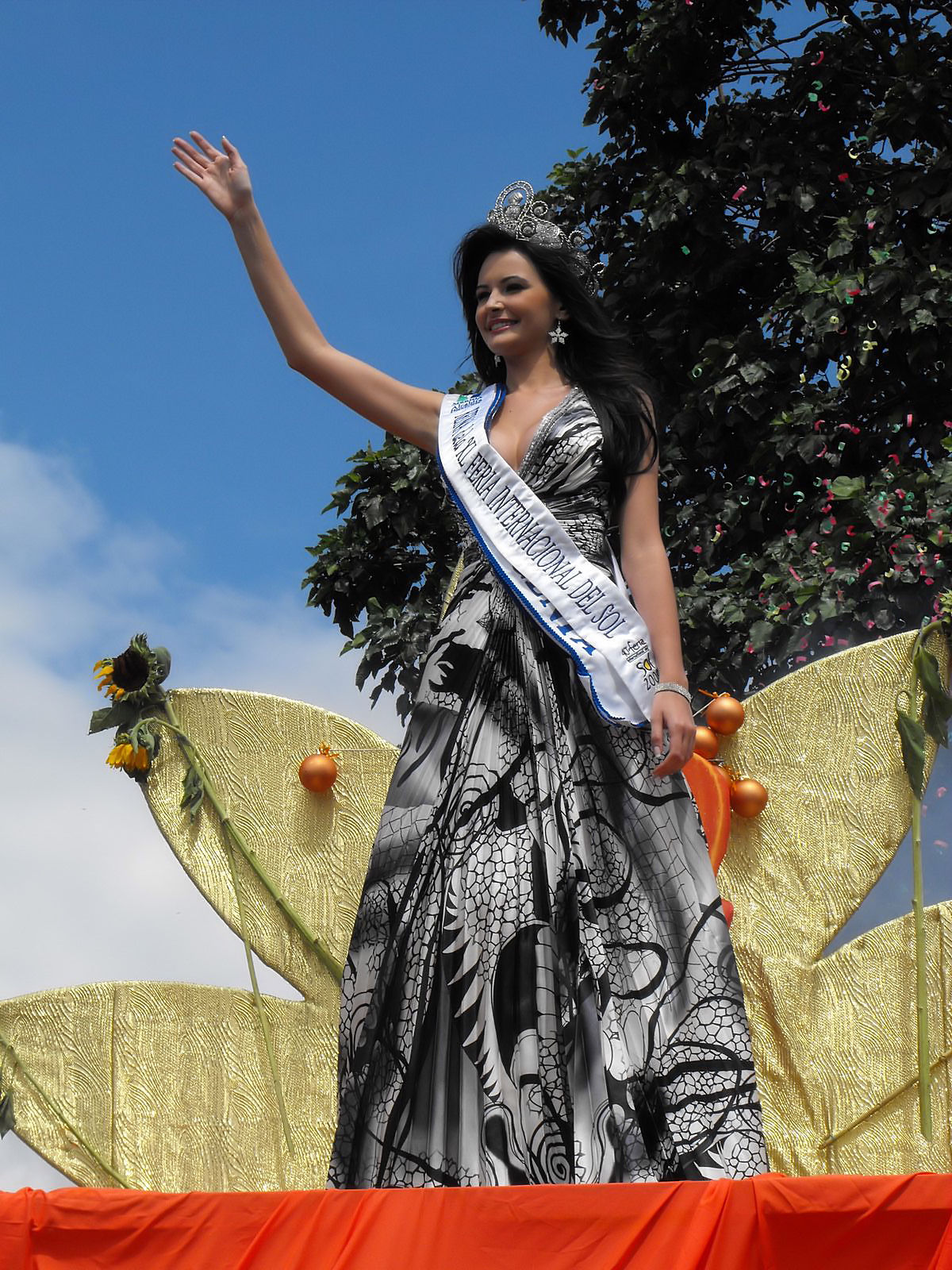
La Reina (o Novia) del Sol 2009